# Knotssprietzwemkevertje
Het knotssprietzwemkevertje of diksprietwaterroofkever (Noterus clavicornis) is een keversoort uit de familie diksprietwaterkevers (Noteridae). De wetenschappelijke naam van de soort werd in 1774 gepubliceerd door Charles De Geer.